# Tüsheet khan
 (mars 2021).
La mise en forme du texte ne suit pas les recommandations de Wikipédia : il faut le « wikifier ».
Les points d'amélioration suivants sont les cas les plus fréquents. Le détail des points à revoir est peut-être précisé sur la page de discussion.
- Les titres sont pré-formatés par le logiciel. Ils ne sont ni en capitales, ni en gras.
- Le texte ne doit pas être écrit en capitales (les noms de famille non plus), ni en gras, ni en italique, ni en « petit »…
- Le gras n'est utilisé que pour surligner le titre de l'article dans l'introduction, une seule fois.
- L'italique est rarement utilisé : mots en langue étrangère, titres d'œuvres, noms de bateaux, etc.
- Les citations ne sont pas en italique mais en corps de texte normal. Elles sont entourées par des guillemets français : « et ».
- Les listes à puces sont à éviter, des paragraphes rédigés étant largement préférés. Les tableaux sont à réserver à la présentation de données structurées (résultats, etc.).
- Les appels de note de bas de page (petits chiffres en exposant, introduits par l'outil «  Source ») sont à placer entre la fin de phrase et le point final[comme ça].
- Les liens internes (vers d'autres articles de Wikipédia) sont à choisir avec parcimonie. Créez des liens vers des articles approfondissant le sujet. Les termes génériques sans rapport avec le sujet sont à éviter, ainsi que les répétitions de liens vers un même terme.
- Les liens externes sont à placer uniquement dans une section « Liens externes », à la fin de l'article. Ces liens sont à choisir avec parcimonie suivant les règles définies. Si un lien sert de source à l'article, son insertion dans le texte est à faire par les notes de bas de page.
- La présentation des références doit suivre les conventions bibliographiques. Il est recommandé d'utiliser les modèles {{Ouvrage}}, {{Chapitre}}, {{Article}}, {{Lien web}} et/ou {{Bibliographie}}. Le mode d'édition visuel peut mettre en forme automatiquement les références.
- Insérer une infobox (cadre d'informations à droite) n'est pas obligatoire pour parachever la mise en page.

Pour une aide détaillée, merci de consulter Aide:Wikification.
Si vous pensez que ces points ont été résolus, vous pouvez retirer ce bandeau et améliorer la mise en forme d'un autre article.
Tüsheet khan (mongol : ᠲᠦᠰᠢᠶᠡᠲ

Carte du khanat tüsheet au sein de la Mongolie-Extêrieure en 1915

ᠬᠠᠨ, cyrillique : Түшээт хан, MNS : tüsheet khan), autrefois translittéré en Touchétou-khan en français, est le titre du dirigeant et du territoire de la ligue Tüsheet Khan ou Tüsheet Khan aïmag (mongol : ᠲᠦᠰᠢᠶᠡᠲ
ᠬᠠᠨ
ᠠᠶᠢᠮᠠᠭ, cyrillique : Түшээт хан аймаг, MNS : tüsheet khan aimag ; chinois : 和托辉特部 ; pinyin : hétuōhuī tèbù), un aimag (ligue), située autour de l'actuelle Oulan-Bator, sous le régime des ligues et bannières de la dynastie Qing, de 1691 à 1911, remplaçant ainsi le pouvoir du Altan Khan des Khotogoid.

## Histoire
- Abadai Khan (1534 — 1586)
- Gombodorj, né au XVIe siècle et décédé en 1655, est le père de Zanabazar et de Chakhundorj, qui lui succède en 1655
- Chakhundorj né en 1634, et décédé en 1698 (règne, 1655 - 1698).

En 1680, Le Touchetou khan des Khalkhas, appuyé par les Mandchous saccage à deux reprises la ville russe de Selenguinsk.
- Dondovdorj khan (zh) XVIIe siècle — 1743

## Liste de dirigeants de 1513 à 1921
1. Gersenji Khongtaiji de Jalayir (1513 — 1549)
2. Onokhui üizen noyan, (Онохуи үижен нойон ?) (1549 — 1554)
3. Abtai Sain khan, mongol : Абтай сайн хан (1554 — 1586)
4. Erkhi Mergen khan (zh), Эрхи Мэргэн хан (1586 — 1636)
5. Gombodorj, Гомбодорж (1636 — 1655)
6. Chakhundorj, Чихуньдорж (1655 — 1698)
7. Dondubjorj (zh), Дондубжорж (1698 — 1701)
8. Ravdandorj, Равдандорж (1701 — 1710)
9. Tüsheet khan Vanjildorj, Түшээт хан Ванжилдорж (1728 — 1732)
10. Chin van Danzandoji, Чин ван Данзандорж (1732 — 1733)
11. Tüsheet khan Dondovdorj, Түшээт хан Дондовдорж (1733 — 1743)
12. Janjin van Tsengünjav, Жанжин ван Цэнгүнжав (1743 — 1746)
13. Tüsheet khan Yampildorj, Түшээт хан Ямпилдорж (1747 — 1764)
14. Jün van eeregt beis Dashpil, Жүн ван зэрэгт бэйс Дашпил (1764 — 1765)
15. Chavga yarninpil daichin van, Чавга яринпил дайчин ван (1765 — 1777)
16. Tüsheet khan Tsedendorj, Түшээт хан Цэдэндорж (1777 — 1783)
17. Zasag, khshuuni veis Sündevdorj, Засаг, хошууны бэйс Сүндэвдорж  (1783 — 1798)
18. Tüsheet khan Tsedendorj, Түшээт хан Цэдэндорж (1799 — 1815)
19. Zasag jünvan Tüchinjav, 3асаг жүнван Түчинжав (1815 — 1817)
20. Zasag khoshoi chin van Tsedendoji, 3асаг хошой чин ван Цэдэндорж (1817 — 1824)
21. Tüshee gün Sonomvanchig, Түшээ гүн Сономванчиг (1825 — 1837)
22. Üizen gün Püntsafdorj,  Үйзэн гүн Пунцагдорж (1837 — 1846)
23. Zasag khosoi chin van Erenchindorj, 3асаг хошой чин ван Эрэнчиндорж (1846 — 1853)
24. Tüsheet khan Tserendorj, Түшээт хан Цэрэндорж (1854 — 1863)
25. Zasag khoshoi Daichin chin van Tserendorj, 3асаг хошой Дайчин чин ван Цэрэндорж (1863 — 1884)
26. Tüshee gün Tsrendorj, Түшээ гүн Цэрэндорж (1884 — 1889)
27. Tüshee gün Tsedensodnom, Түшээ гүн Цэдэнсодном /(1889 — 1890)
28. Merfen van Amgaabazar, Мэргэн ван Амгаабазар (1891)
29. Beis Puntsagtseren, Бэйс Пунцагцэрэн (1892)
30. Zasag ulsad tuslagch gün Mishifdorj, 3асаг улсад туслагч гүн Мишигдорж /(1893 — 1899)
31. Gün Dondovjalbuupalamdorj, Гүн Дондовжалбуупаламдорж /(1899 — 1908)
32. Zasag ulsin tüshee gün, tüsheet van Chagdarjav, 3асаг улсын түшээ гүн, Түшээт ван Чагдаржав (1909 — 1913)
33. Tuslagch gün jonon zasag Vanchigravdan, Туслагч гүн жонон засаг Ванчигравдан (1914)
34. Darkhan chin van Puntsagtseren, Дархан чин ван Пунцагцэрэн (1914 — 1921)